# Charro (film)
Pour plus de détails, voir Fiche technique et Distribution.
Cet article concerne le film. Pour le personnage traditionnel mexicain, voir Charro.
Charro (Charro!) est un western américain réalisé par Charles Marquis Warren, sorti en 1969, avec Elvis Presley dans le rôle principal. Il a été tourné au Apacheland Movie Ranch, une reconstruction en plein air de décors de style Far West, et aux Old Tucson Studios dans l'Arizona. Ce fut son seul rôle où il ne chanta pas à l'écran, et c'est le seul film de Presley ne contenant aucune chanson du tout à l'exception du générique. Ce fut également le seul film de Presley dans lequel il porta la barbe. Un roman tiré du film a été écrit par Harry Whittington.
Les acteurs Ina Balin, Victor French, Barbara Werle et Solomon Sturges y tenaient également des rôles, et ce fut le dernier film du metteur en scène Charles Marquis Warren, qui a également écrit le scénario et produit le film. Ce fut aussi le seul film de Presley distribué par National General Pictures (en). Le film eut un certain succès commercial, mais n'eut pas un immense succès auprès des critiques, et il est le film de Presley le moins vu, bien qu'il soit considéré comme le meilleur qu'il ait fait concernant sa prestation en tant qu'acteur.

## Synopsis
Jess Wade est un ex-membre d'une bande de hors-la-loi menée par Vince Hackett, et on lui fait croire que leur ancien flirt, Tracey Winters, désire les rencontrer dans un saloon mexicain. Plus tard, Jess rencontre le frère cadet de Vince, Billy Roy, et demande à ce dernier d'organiser une réunion entre le gang et Jess dans le saloon. Lorsque Jess se rend compte qu'il s'agit d'un coup monté afin de le faire rejoindre le gang alors qu'il cherche à laisser son passé derrière lui, il ordonne aux personnes présentes dans le saloon de s'en aller et une fusillade s'ensuit. Jess cherche à sortir du saloon, mais il en est empêché par Gunner, un autre membre du gang, et se retrouve pris au piège. Les membres du gang désarment Jess et l'obligent à les accompagner dans leur cachette située dans la montagne. Plus tard, Vince lui dit que le gang a dérobé un canon plaqué or utilisé par l'empereur Maximilien Ier dans sa bataille contre le leader populaire mexicain Benito Juarez, et lui explique que, bien que ce fut un membre du gang décédé depuis, Norm, qui avait aidé à voler le canon, qu'il avait fait croire que c'était Jess qui l'avait volé en réalité, et qu'à l'occasion, il avait été blessé au cou par l'un des gardes, ce qui était indiqué sur son avis de recherche. Vince ordonne à ses hommes de mettre Jess à terre, se saisit d'un fer à marquer le bétail, et brûle Jess au niveau du cou. Puis, Vince et le gang s'emparent du cheval de Jess et l'abandonnent sur place. Plus tard, Jess réussit à capturer et à dompter un cheval sauvage dans le désert. Le gang à l'intention de demander une rançon pour le canon, mais s'en sert également pour tenir les gens de la ville à distance. Jess est le seul à pouvoir sauver les gens de la ville de la menace posée par son ancien gang.
Le rôle de Jess Wade fut initialement proposé à Clint Eastwood, qui le déclina. Presley plaça beaucoup d'espoir dans ce projet après avoir lu le scénario sérieux, sans chansons, mais fut terriblement déçu lorsqu'il découvrit que le scénario pour lequel il avait signé avait tellement été modifié qu'il en était méconnaissable.
Bien que le film ait eu un certain succès au box-office, il n'a pas été aussi bien reçu du public que les films précédents, les fans n'ayant pas apprécié l'absence de chansons. Elvis fut payé la somme de 850 000 $ pour son travail.

## Fiche technique
- Titre : Charro
- Titre original : Charro!
- Réalisateur, producteur et scénariste (d'après une histoire de Frederick Louis Fox) : Charles Marquis Warren
- Producteur associé et assistant-réalisateur : George Templeton
- Société de production et de distribution : National General Pictures (en)
- Musique : Hugo Montenegro
- Directeur de la photographie : Ellsworth Fredericks
- Directeur artistique : James Sullivan
- Décors de plateau : Charles Thompson
- Costumes : Bob Fuca (hommes) et Violet B. Martin (femmes)
- Montage : Al Clark
- Genre : Western
- Couleur (Technicolor) - 98 min
- Dates de sortie :
  - États-Unis : (pays d'origine) : 13 mars 1969
  - France : 5 août 1970

## Distribution
- Elvis Presley (VF : Claude Giraud) : Jess Wade
- Ina Balin (VF : Evelyn Séléna) : Tracey Winters
- Victor French (VF : André Valmy) : Vince Hackett
- Barbara Werle : Sara Ramsey
- Solomon Sturges : Billy Roy Hackett
- Lynn Kellogg : Marcie
- Paul Brinegar : Opie Keetch
- Harry Landers : Heff
- Tony Young : Lieutenant Rivera
- James Almanzar : Shérif Ramsey
- Charles H. Gray : Mody
- John Pickard : Jerome Selby
- Garry Walberg : Martin Tilford
- Duane Grey : Gabe
- Rodd Redwing : Lige
- J. Edward McKinley : Henry Carter
- Robert Luster : Will Joslyn
- James Sikking (VF : Serge Sauvion) : Gunner

Source doublage : VF = Version Française sur Objectif Cinéma